# José Téllez Moreno
José Téllez Moreno (Almería, 1895-Madrid, 1968) fue un periodista, crítico teatral y dramaturgo español.

## Biografía
Nacido el 9 de diciembre de 1895 en Almería, fue autor de obras como Percheleras, escenas andaluzas (Málaga, 1913), La estrella de don Pepito, Pepe el XIII, Canela fina, La guapa, La tercera juventud y la novela Lo insospechado. Dirigió además el periódico almeriense El Día y fue redactor de El Liberal. Téllez Moreno, que tras la guerra civil llevó una sección de crítica teatral en el periódico Hoja del Lunes, falleció el 6 de abril de 1968 en Madrid y fue enterrado en el cementerio de San Justo.